# Sottler
Sottler je priimek več znanih Slovencev:
- Alenka Sottler (*1958), slikarka in ilustratorka
- Jože (Joško) Sottler (1890-1966), turistični delavec in urednik